# Tufang, Iran
Tufang (persiska: Ţāqānak, طاگانَك, طاقانك) är en ort i Iran.   Den ligger i provinsen Chahar Mahal och Bakhtiari, i den centrala delen av landet, 400 km söder om huvudstaden Teheran. Tufang ligger 2 047 meter över havet och antalet invånare är 5 504.
Terrängen runt Tufang är varierad. Runt Tufang är det ganska tätbefolkat, med 160 invånare per kvadratkilometer. Närmaste större samhälle är Shar-e Kord, 11,6 km norr om Tufang. Trakten runt Tufang består till största delen av jordbruksmark.